# 呂金藻
呂金藻（？年—？年），字振庭，直隸省天津府天津縣人，宣統三年進士。

## 生平
- 光緒三十三年（1907年）春，入學北洋大學堂工科採礦冶金學門乙班生[4]，宣統二年畢業。
- 宣統二年，北洋大學堂預科補習期滿，獎給拔貢生[5]
- 宣統三年三月，學部會考北洋大學堂畢業學生，得62.7分，列中等[6]。
- 宣統三年四月，賞給進士出身，以主事分部儘先補用[7]。
- 宣統三年，分農工商部主事補用[8]。
- 民國9年（1920年）1月，分發農商部任用[9]。
- 民國18年（1933年）12月間，任河北省建設廳監防委員[10]。
- 民國22年（1933年）2月13日，任河北省政府建設廳技正[11]。
- 民國24年（1935年），磁縣煉礦籌備處主任[12]。
- 民國25年（1936年），河北省南運河下游疏濬委員會工程處處長[13]。
- 民國35年（1946年）10月，中國工程師學會天津分會成立會臨時主席[14]。

## 著作
- 「疏浚南運河下游委員會原起及其工程設計」 《河北省工程師協會月刊》創刊號 1932.11.李蘊、呂金藻
- 「化驗唐縣平山縣不灰木兩種說明」、「化驗鎮江府高資山礦質一種說明」 化分礦質局主任技師呂金藻,《（直隸）實業雜誌》,1912.9.15,第5期